# Inmigración ucraniana en Alemania

Distribución regional de ciudadanos ucranianos 2022

En febrero de 2024, los ucranianos en Alemania constituían el segundo grupo de población extranjera más grande en Alemania después de los turcos, con alrededor de 1,12 millones de personas.  Han formado numerosas instituciones y organizaciones durante décadas, como la Asociación Central de Ucranianos en Alemania (Zentralvereinigung von Ukrainern in Deutschland) y la Asociación de la Diáspora Ucraniana en Alemania (Vereinigung der Ukrainischen Diaspora in Deutschland).
Según el Ministerio Federal del Interior en noviembre de 2022, en Alemania estaban registrados 1.027.789 refugiados de Ucrania. Esto representaba el 13 por ciento de los aproximadamente 7,9 millones de personas que, según estimaciones de ACNUR del 22 de noviembre, habían huido de Ucrania al extranjero desde el 24 de febrero de 2022. 

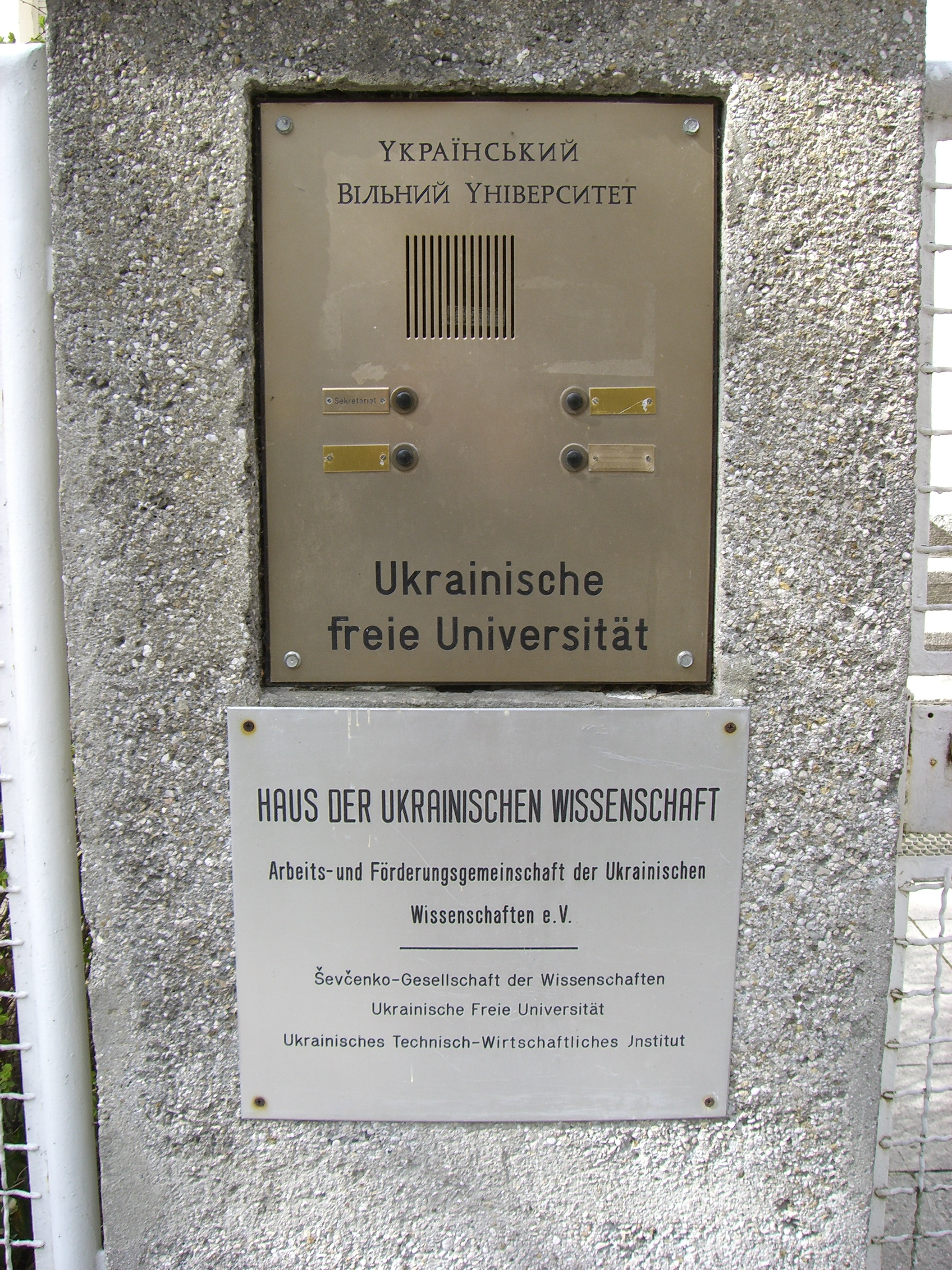
Signo de la Universidad Libre Ucraniana de Múnich

La mayoría de los ucranianos viven en Berlín, Múnich, la región de Hannover, Núremberg y Hamburgo. Otras comunidades importantes se encuentran en Colonia, Düsseldorf, Dortmund, Fráncfort del Meno y Leipzig.  En términos porcentuales, los ucranianos están especialmente representados en los estados regionales de Mecklemburgo-Pomerania Occidental y Baviera, así como en las grandes ciudades con importantes comunidades de diáspora.
Además de alemán, la mayoría de los ucranianos que viven en Alemania hablan ucraniano y ruso. Muchos pertenecen a la iglesia regional ortodoxa ucraniana, fundada en 2018, y también hay cristianos ucranianos ortodoxos rusos y católicos romanos, así como ucranianos judíos en Alemania.
Según una información de la Oficina Federal de Estadística en diciembre de 2021 vivían en Alemania 138.203 ucranianos, cuyo número aumentó a 1.146.539 a octubre de 2023. El 61 por ciento de estas personas eran mujeres, si sólo se cuentan los adultos, la cifra es del 69 por ciento. El 15 por ciento de todos los inmigrantes eran madres o padres solteros y el 25 por ciento eran hijos de una madre o padre soltero. Esto significa que en total el 40 por ciento de los ucranianos viven en familias monoparentales, frente a sólo el ocho por ciento de la población alemana en su conjunto. 

## Historia

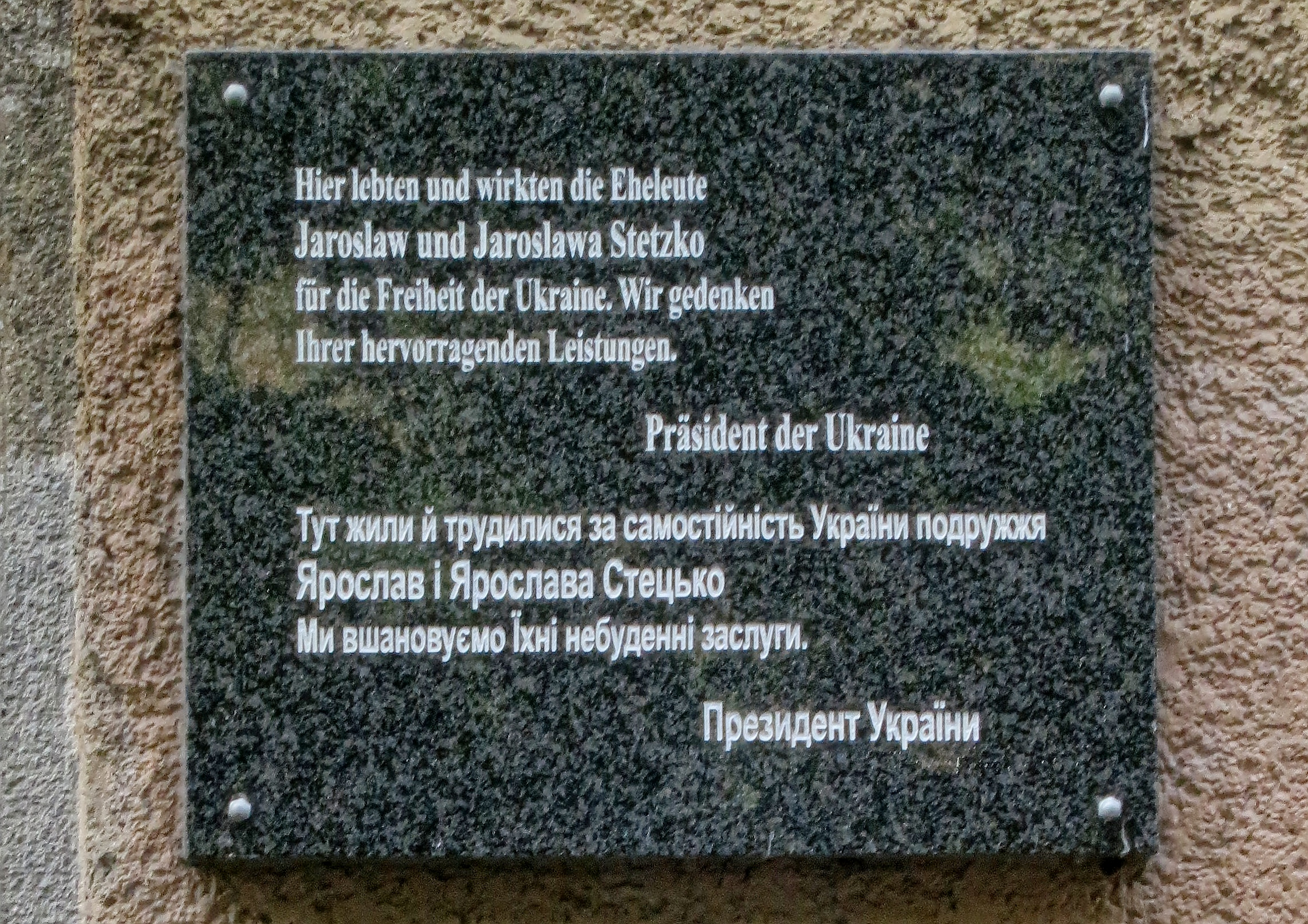
Placa conmemorativa en Zeppelinstrasse 67 en Múnich para Jaroslaw y Jaroslawa Stezko. Aquí también se encontraba la editorial OUN.

La primera ola importante de migración de ucranianos a Alemania tuvo lugar en el último cuarto del siglo XIX y fue ocasionada por problemas sociales y económicos. Durante las dos guerras mundiales también estuvieron en primer plano las razones económicas y políticas. Durante la Segunda Guerra Mundial y en la posguerra, los motivos de la migración fueron casi exclusivamente políticos.  En particular, se aceptó en Alemania a personas que huían de la represión de la Unión Soviética. Entre ellos también se encontraban miembros de la Organización de Nacionalistas Ucranianos (OUN).
Las unidades extranjeras de la OUN (Zakordonni Chastyny OUN; Закордонні Частини ОУН) comenzaron a establecer su centro en Múnich a partir de 1945. Inicialmente, las unidades de OUN se trasladaron al edificio de Dachauer Strasse 9, más tarde a Lindwurmstrasse 205. En 1954 se abrió la nueva oficina en Zeppelinstrasse 67, donde en el sótano se fundó una editorial, donde se encontraba, entre otras cosas, el periódico Schljach, donde se imprimió Peramohi.  En la misma casa vivían los políticos exiliados Yaroslav y Slava Stetsko. En 2010, a petición del presidente ucraniano, Viktor Yúshchenko, se colocó una placa conmemorativa en la casa.  El Instituto Ucraniano de Política Educativa todavía reside en el edificio. 
Otros centros de emigración ucraniana en Múnich incluyen la Universidad Libre Ucraniana de Múnich, Catedral de la Intercesión de la Madre de Dios y de San Andrés y la Iglesia Ortodoxa de San Pedro y Pablo. Además, en el cementerio forestal están enterrados numerosos personajes históricos ucranianos.
Desde principios de los años 1990 ha habido una afluencia de ucranianos que a menudo trabajan en condiciones precarias en Europa para poder mantener a sus familias en casa. A diferencia de Polonia, Hungría y la República Checa, donde las condiciones de vida pronto comenzaron a mejorar después del fin del comunismo, la población en Ucrania se redujo significativamente y la esperanza de vida disminuyó.  Los ucranianos también llegaron a Alemania a raíz de la inmigración de repatriados nacidos en Alemania y de repatriados tardíos de la ex Unión Soviética, ya que algunos repatriados tardíos trajeron a sus cónyuges rusos, kazajos o ucranianos a la República Federal.

## Refugiados
Después del ataque ruso a Ucrania el 24 de febrero de 2022, los estados federales tomaron medidas para aceptar refugiados de Ucrania. 
No existen controles en las fronteras interiores en el espacio Schengen y por lo tanto, no se sabe cuántos refugiados llegaron a Alemania, los primeros llegaron a Brandeburgo el 25 de febrero de 2022.  
Desde el 27 de febrero de 2022, la Deutsche Bahn hizo posible que las personas con pasaporte ucraniano viajaran gratis de Polonia a Alemania  y utilizó trenes especiales. 
Para viajar gratis en tren se utilizó el billete especial Helpukraine, válido para todos los transportes locales y de larga distancia. El billete también se reconoce en trenes con destino a Dinamarca, Bélgica, Francia ( ICE, TGV, Thalys ), Polonia, República Checa, Austria, Luxemburgo, Países Bajos, Suiza e Italia a través del Brenner Pass. Desde el 1 de marzo de 2022, por iniciativa de la Asociación de Empresas de Transporte Alemanas, el uso de todos los autobuses y trenes del transporte público local es gratuito para los refugiados ucranianos hasta nuevo aviso.

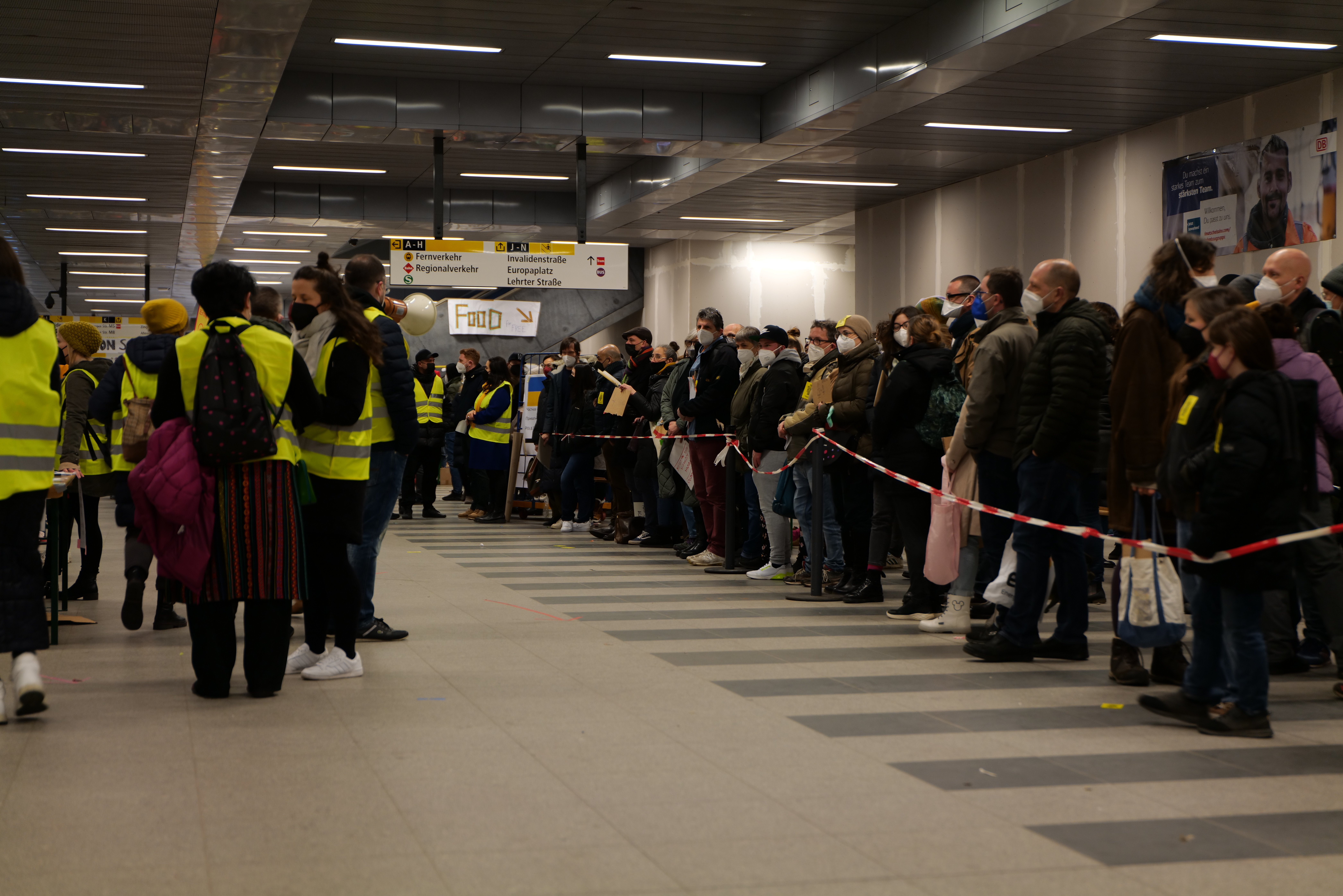
Recepción de refugiados en la Estación Central de Berlín. Muchos berlineses ofrecieron voluntariamente un lugar para dormir en su apartamento.

Desde el 3 de marzo de 2022, Deutsche Bahn tenía dos trenes IC de dos pisos entre Fráncfort del Óder y la estación central de Berlín, una oferta que se redujo a un tren después de unos días y se suspendió nuevamente después de unas tres semanas. Además, varias veces por semana circulaban trenes especiales desde Cracovia, pasando por Berlín, hasta la estación Hannover Messe/Laatzen, donde se instaló un centro de distribución en los pabellones de exposiciones vecinos. Desde Fráncfort del Óder también circulaban trenes de RDC y Centralbahn AG por encargo del gobierno federal.  Había varios trenes especiales desde Polonia y desde la frontera germano-polaca hacia el interior de Alemania, por ejemplo a Múnich y Leipzig. 
Según el Ministerio Federal del Interior, hasta el mediodía del 6 de marzo de 2022 había 37.786 refugiados de guerra ucranianos registrados en Alemania.  Según la policía federal, hasta el 11 de marzo casi 110.000 habían llegado a Alemania. Ese día, el ministro Federal del Interior, el ministro del Interior del Estado federado y los representantes de los municipios acordaron que los refugiados (que no tienen alojamiento privado) se distribuirían entre los estados federados según la Ley de Königstein.  Los refugiados están sujetos a un requisito de residencia.
El 8 de marzo de 2022, se emitió el Reglamento Transitorio de Residencia en Ucrania (UkraineAufenthÜV), que legalizó temporalmente la entrada y estancia de ucranianos y nacionales de terceros países que se encontraban legítimamente en Ucrania al inicio del ataque ruso el 24 de febrero. 2022 lo había hecho. El AufenthÜV de Ucrania se prorrogó el 8 de abril de 2022 hasta el 31 de agosto de 2022.
Los permisos de residencia de los refugiados de Ucrania que huyeron de la guerra de agresión rusa y recibieron protección en Alemania seguirán siendo válidos hasta el 4 de marzo de 2025. El Ministerio Federal del Interior y de la Comunidad (BMI) así lo ha estipulado mediante una ordenanza legal. El Consejo Federal aprobó este decreto legal del 24 de noviembre de 2023. 

### Integración
La Conferencia de Ministros de Educación y Asuntos Culturales (KMK) informó el 11 de marzo de 2022, en su Declaración de Lübeck, que era responsable de garantizar la escolarización y expresó la intención de permitir que los profesores ucranianos refugiados trabajaran en las escuelas o recibieran formación adicional.  La cónsul general de Ucrania, Iryna Tybinka, criticó al KMK y la integración de los escolares en las clases de acogida, señalando que en Ucrania, como resultado de la pandemia de corona, para los años escolares 5 al 11 está disponible una escuela en línea y todos los libros de texto de todas las materias escolares son de acceso público en formato digital.  El 18 de marzo de 2022, un grupo de trabajo del KMK comenzó a trabajar para coordinar la admisión de niños y jóvenes ucranianos en las escuelas de todos los estados federales.  A finales de mayo, los sindicatos de docentes pidieron que las escuelas estuvieran mejor preparadas para la integración de los niños y jóvenes ucranianos en las escuelas. 
También hay diversas ofertas mediáticas para refugiados, especialmente niños. Por ejemplo, el programa Die Sendung mit der Maus se transmite en ucraniano desde el 18 de marzo de 2022.  Se creó una subpágina separada en la biblioteca multimedia de ARD con programas infantiles como Sandmännchen y Shaun the Sheep traducidos al ucraniano. También están disponibles cada vez más vídeos didácticos para aprender el idioma alemán. Los servicios de migración juvenil también ofrecen su propia subpágina en su sitio web.  El gobierno federal puso a disposición la aplicación Germany4Ukraine, con información sobre entrada, registro, alojamiento, salud, apoyo social y opciones para las diferentes fases de la estancia.  Los afectados también pueden registrarse electrónicamente a través de Germany4Ukraine, aunque esto no reemplaza el registro biométrico.  La Neue deutsche Medienmacher*innen añadió una página especial “Ucrania” a su plataforma de información Handbook Germany en ucraniano, ruso, inglés y alemán. 
Según el Ministerio Federal del Interior, a principios de abril de 2022 llegaron a Alemania unas 300.000 personas, en su mayoría mujeres, niños y ancianos.  Según el Registro Central de Extranjeros, a principios de mayo estaban registradas más de 600.000 personas. Alrededor del 40 por ciento de ellos (unos 240.000) eran niños y jóvenes menores de 18 años. No está claro cuántos de ellos viajaron a otro país después de registrarse en Alemania o regresaron a su país de origen. 
Los refugiados de Ucrania inicialmente recibieron beneficios en virtud de la Ley de Beneficios para Solicitantes de Asilo sin ser solicitantes de asilo. Desde el 1 de junio de 2022, con base en una resolución federal-estatal, reciben beneficios sociales regulares de acuerdo con el Código de Seguridad Social II o XII bajo la responsabilidad de la central de empleo; además, puede haber prestaciones por hijos y otras prestaciones familiares. El requisito previo es la determinación inequívoca de la identidad, el almacenamiento de los datos en el registro central de extranjeros y la emisión de un certificado ficticio como prueba de la existencia de un derecho de residencia temporal.  La participación en cursos de integración es posible previa solicitud, la asistencia a la escuela es obligatoria para niños y jóvenes.
Según la Conferencia de Ministros de Educación y Asuntos Culturales, a finales de junio de 2022 estaban inscritos en escuelas en Alemania 146.321 niños y jóvenes refugiados (2.263 más que la semana anterior), de los cuales 26.976 estaban en Baviera, 24.662 en el Norte Renania-Westfalia y 19.198 en Baden-Württemberg. 
Además de la responsabilidad de la oficina de empleo en materia de apoyo social, colocación laboral, apoyo al cuidado de los niños y servicios psicosociales, las redes informales desempeñan un papel importante en la integración, sobre todo porque muchos se trasladan a lugares donde ya tienen contactos.
El Instituto de Investigación Ocupacional y del Mercado Laboral (IAB) calificó el nivel de educación formal de la población ucraniana como “relativamente alto”. En este contexto, la IAB destacó la necesidad de contar con suficientes opciones de cuidado infantil flexibles y de alta calidad para que las mujeres puedan participar en cursos de idiomas e integración y luego integrarse en el mercado laboral.  Según los medios de comunicación, los ucranianos altamente cualificados suelen aceptar trabajos para los que están sobrecualificados debido a diversos obstáculos, entre ellos los requisitos de conocimientos lingüísticos y los retrasos en el reconocimiento de la formación. 

#### Situación laboral
Según la Agencia Federal de Empleo, 716.000 de las personas que huyeron a Alemania están en edad de trabajar, es decir, tienen entre 15 y 65 años. En noviembre de 2023, el 21 por ciento de ellos estaban empleados: 113.000 encontraron un empleo sujeto a la seguridad social en Alemania y 36.000 un minitrabajo. 

##### Controversia
Un artículo en Der Spiegel describe los problemas relacionados con la inmigración ucraniana: " el tono en el debate alemán sobre la inmigración se ha vuelto más escéptico a medida que pasa el tiempo, y la paciencia con los recién llegados parece estar disminuyendo después de casi dos años. Se debate sobre por qué la tasa de empleo entre los refugiados ucranianos es tan baja en comparación con otros países europeos, si el "Bürgergeld"  que reciben los refugiados les permite no buscar trabajo, y por qué tantos, más de la mitad de los participantes, abandonan sus cursos de alemán o no aprueban los exámenes; si las cargas para los municipios alemanes son razonables a largo plazo y si el sistema educativo alemán no se ve abrumado por la llegada de tantos niños y jóvenes nuevos." 
Sólo el 19 por ciento de los refugiados trabajan, si bien están bien cualificados y más del 68 por ciento de estas personas tienen formación académica. Muchos expertos ven la razón en la burocracia alemana y en instituciones que carecen de flexibilidad. Otros países de la EU tienen tasas de ocupación significativamente mejores. En la República Checa es, por ejemplo, del 66%. El país ha acogido relativamente a muchos más ucranianos que Alemania y resulta atractivo para muchos refugiados debido a su lenguaje similar. Se ha afirmado al respecto que “Sin embargo, a diferencia de nosotros, en la República Checa, el pago de las prestaciones sociales se reduce a seis meses [...], por lo que existe cierta presión”. 

### Sospechosos de terrorismo tayikos en Renania del Norte-Westfalia
Ya en 2022, un servicio secreto holandés envió información sobre una célula terrorista islamista entre los refugiados ucranianos a las autoridades alemanas. En el verano de 2023, la policía disolvió el grupo. Al parecer, los hombres y su líder de Tayikistán se hicieron pasar por refugiados o estudiantes de la Universidad de Kiev con pasaportes falsos y así lograron acceder a Alemania, donde vivían en Renania del Norte-Westfalia, como consecuencia de los movimientos de refugiados tras el ataque ruso. en Ucrania en 2022 vivían como refugiados y aparentemente estaban preparando ataques. 

## Personalidades
- Iwan Bahrjanyj (1907-1963), escritor y político exiliado, vivió en la República Federal desde 1945
- Stepán Bandera (1909-1959), político antisemita, vivió en Alemania desde 1946
- Dmytro Doroshenko (1882-1951), historiador y político
- Mykola Kapustjanskyj (1879-1969), general
- Platón Kornylyak (1920-2000), sacerdote
- Pavló Skoropadski (1873-1945), general y político, vivió en Alemania desde 1919.
- Yaroslav Stetsko (1912-1986), político exiliado, vivió en Alemania desde su arresto en 1942.
- Slava Stetsko (1920-2003), político, vivió en Alemania hasta 1991
- Dmitró Chyzhevsky (1894-1977), eslavista, filósofo y científico cultural de origen ruso-ucraniano